# دوردونتنيات
الدوردونتنيات (Dorudontinae) هي مجموعة من الحيتانيات المنقرضة التي لها علاقة بالباسيلوسورس.

## تصنيف
- أسرة الدوردونتنيات
  - جنس دوردون (Dorudon)
    - Dorudon atrox
    - Dorudon serratus

  - جنس ساجاستس (Saghacetus)
    - Saghacetus osiris

  - جنس سينثياستس (Cynthiacetus)
    - Chrysocetus fouadassii
    - Chrysocetus healyorum

  - جنس مصراستس (Masracetus)
    - Masracetus markgrafi